# Reggie Nalder
Reggie Nalder (Alfred Reginald Natzler, 4 de septiembre de 1907 - 19 de noviembre de 1991) fue un actor austriaco, cuya carrera se desarrolló entre los años 1940 y comienzos de los años 1990. Dados sus rasgos físicos, Nalder interpretó muchos personajes terroríficos como vampiros, con recordadas actuaciones en películas como Dracula's Dog, Salem's Lot y Dracula Sucks, o como un asesino en The Man Who Knew Too Much de Alfred Hitchcock. También se destaca su actuación como el embajador Shras en el episodio Journey to Babel de Star Trek.
Falleció de cáncer óseo en Santa Mónica, Estados Unidos, a la edad de 84 años.

## Filmografía seleccionada
- Roxy und ihr Wunderteam (1938)
- Dilemma of Two Angels (1948)
- The Man Who Knew Too Much (1956)
- Liane, Jungle Goddess (1956)
- The Manchurian Candidate (1962)
- The Spiral Road (1962)
- Convicts 4 (1962)
- The Day and the Hour (1963)
- L'uccello dalle piume di cristallo (1969)
- Mark of the Devil (1970)
- Mark of the Devil Part II (1972)
- The Dead Don't Die (1975)
- Il Casanova di Federico Fellini (1976)
- Crash! (1977)
- Dracula's Dog (1978)
- Dracula Sucks (1978)
- Salem's Lot (1979)
- Seven (1979)
- The Devil and Max Devlin (1981)
- Blue Ice (1985)